# Кент (Огайо)
Кент (англ. Kent) — місто (англ. city) в США, в окрузі Портадж штату Огайо. Населення — 28 215 осіб (2020).

## Географія
Кент розташований за координатами 41°8′57″ пн. ш. 81°21′40″ зх. д. / 41.14917° пн. ш. 81.36111° зх. д. (41.149143, -81.361122).  За даними Бюро перепису населення США в 2010 році місто мало площу 24,04 км², з яких 23,76 км² — суходіл та 0,28 км² — водойми.

### Клімат
| Клімат : Кент           | Клімат : Кент | Клімат : Кент | Клімат : Кент | Клімат : Кент | Клімат : Кент | Клімат : Кент | Клімат : Кент | Клімат : Кент | Клімат : Кент | Клімат : Кент | Клімат : Кент | Клімат : Кент | Клімат : Кент |
| Показник                | Січ.          | Лют.          | Бер.          | Квіт.         | Трав.         | Черв.         | Лип.          | Серп.         | Вер.          | Жовт.         | Лист.         | Груд.         | Рік           |
| Абсолютний максимум, °C | 18,3          | 21,1          | 27,2          | 31,1          | 34,4          | 38,3          | 39,4          | 37,8          | 35,0          | 28,9          | 24,4          | 22,2          | 39,4          |
| Середній максимум, °C   | 1,1           | 3,3           | 8,9           | 15,6          | 22,2          | 26,7          | 28,9          | 27,8          | 23,3          | 16,7          | 10,0          | 3,9           | 15,8          |
| Середній мінімум, °C    | −6,7          | −5            | −1,1          | 4,4           | 10,6          | 15,6          | 17,8          | 17,2          | 13,3          | 7,2           | 2,2           | −3,3          | 6,1           |
| Абсолютний мінімум, °C  | −30           | −21,1         | −17,2         | −8,3          | −1,1          | 3,9           | 6,7           | 6,1           | −1,1          | −3,9          | −16,7         | −24,4         | −30           |
| Норма опадів, мм        | 51            | 51            | 72            | 80            | 92            | 80            | 98            | 85            | 91            | 62            | 82            | 72            | 916           |
| ----------------------- | ------------- | ------------- | ------------- | ------------- | ------------- | ------------- | ------------- | ------------- | ------------- | ------------- | ------------- | ------------- | ------------- |
| Джерело: Intellicast    |               |               |               |               |               |               |               |               |               |               |               |               |               |

## Демографія
Згідно з переписом 2010 року, у місті мешкали 28 904 особи в 10 288 домогосподарствах у складі 4501 родини. Густота населення становила 1202 особи/км².  Було 11174 помешкання (465/км²).
Расовий склад населення:
| - 83,1 % — білих - 9,6 % — чорних або афроамериканців - 3,7 % — азіатів - 0,2 % — корінних американців - 0,1 % — вихідців з тихоокеанських островів |

До двох чи більше рас належало 2,9 %. Частка іспаномовних становила 2,2 % від усіх жителів.
За віковим діапазоном населення розподілялося таким чином: 14,1 % — особи молодші 18 років, 78,5 % — особи у віці 18—64 років, 7,4 % — особи у віці 65 років та старші. Медіана віку мешканця становила 22,7 року. На 100 осіб жіночої статі у місті припадало 86,2 чоловіків;  на 100 жінок у віці від 18 років та старших — 83,6 чоловіків також старших 18 років.
Середній дохід на одне домашнє господарство  становив 52 509 доларів США (медіана — 35 619), а середній дохід на одну сім'ю — 73 345 доларів (медіана — 53 351). Медіана доходів становила 35 717 доларів для чоловіків та 36 069 доларів для жінок. За межею бідності перебувало 35,1 % осіб, у тому числі 41,6 % дітей у віці до 18 років та 10,1 % осіб у віці 65 років та старших.
Цивільне працевлаштоване населення становило 15 277 осіб. Основні галузі зайнятості: освіта, охорона здоров'я та соціальна допомога — 29,8 %, мистецтво, розваги та відпочинок — 20,1 %, роздрібна торгівля — 14,6 %, виробництво — 10,4 %.